# Rhodocybe roseiavellanea
Rhodocybe roseiavellanea är en svampart som först beskrevs av William Alphonso Murrill, och fick sitt nu gällande namn av Rolf Singer 1951. Rhodocybe roseiavellanea ingår i släktet Rhodocybe och familjen Entolomataceae.   Inga underarter finns listade i Catalogue of Life.